# Rafael Grau i Ferrer
Rafael Grau i Ferrer   (la Garriga, 24 de setembre de 1927 - Barcelona, 20 de juny de 1989) fou un futbolista català de les dècades de 1940 i 1950.

## Trajectòria
Començà a jugar a l'equip del seu poble, des d'on fou captat per a jugar al juvenil de la UE Sant Andreu. Amb 17 anys pujà al primer equip andreuenc, que jugava a Tercera Divisió, passant dos anys més tard al FC Martinenc. La temporada 1949-50 fitxà pel RCD Espanyol, que jugava a Primera. Hi romangué tres temporades, en les quals jugà 31 partits de lliga i 4 de copa, i marcà 15 gols en total. El 1952 fou contractat per l'Sporting de Gijón, club on jugà 47 partits de lliga a Primera. Dos anys més tard marxà al Gimnàstic de Tarragona, on jugà durant quatre temporades i marcà 87 gols en 163 partits, compaginant el futbol amb la seva professió de mecànic. Disputà un partit amb la selecció catalana de futbol l'any 1950, en el qual marcà un gol.